# Paolo Scaroni

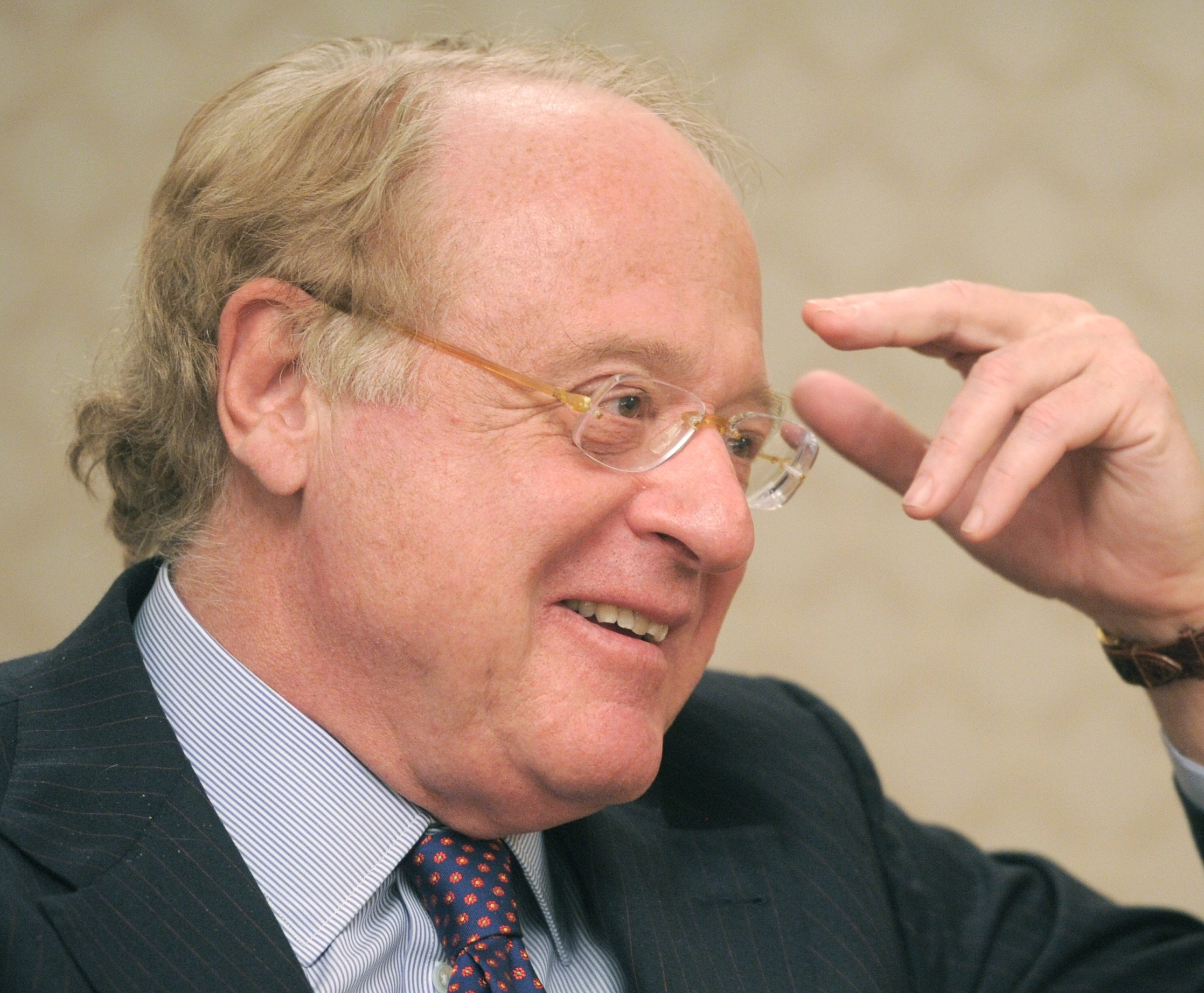
Paolo Scaroni (2012)

Paolo Scaroni (* 28. November 1946 in Vicenza) ist ein italienischer Manager. Scaroni ist ehemaliger CEO der italienischen Energiekonzerne Eni und Enel. Seit 2018 ist er Präsident und Vorstandsvorsitzender des italienischen Fußballklubs AC Mailand sowie seit 2023 Vorstandsvorsitzender bei Enel.

## Leben
Scaroni studierte bis 1969 Wirtschaftswissenschaften an der Università Commerciale Luigi Bocconi in Mailand und bis 1973 an der Columbia University in New York, wo später auch sein Sohn Alvise Scaroni studierte.
Nach dem Studium war er als Unternehmensberater für McKinsey & Company tätig. Bis 1985 folgten Tätigkeiten für Compagnie de Saint-Gobain, wo er 1978 zum Präsident des Glas-Bereiches ernannt wurde. Von 1985 bis 1996 war Scaroni CEO des argentinischen Unternehmens Techint. Von 1996 bis 2002 war Scaroni CEO des britischen Unternehmens Pilkington. Danach war er von 2002 bis 2005 als CEO für den italienischen Energiekonzern Enel tätig.
Vom Juni 2005 bis April 2014 leitete er als CEO den italienischen Mineralöl- und Energiekonzern Eni.
Paolo Scaroni ist Direktor des italienischen Versicherungskonzerns Assicurazioni Generali und Veolia Environnement sowie Vice-Chairman der London Stock Exchange Group.
Seit 1. Juli 2014 ist er als Deputy Chairman im Vorstand der Rothschild Bank tätig.
2014 wurde er zu drei Jahren Haft verurteilt, weil in seiner Zeit als Manager bei Enel stark schwefelhaltiges Öl in einem Kraftwerk in Porto Tolle verfeuert wurde. Dies führte zu einem erheblichen Anstieg von Bronchialerkrankungen in der Umgebung. Ein Gutachten der staatlichen Umweltbehörde bezifferte Umwelt- und Gesundheitsschäden in der Region auf 3,6 Milliarden Euro. Er hat angekündigt Berufung gegen das Urteil einzulegen.
Seit dem 21. Juli 2018 ist er Präsident und Vorstandsvorsitzender des italienischen Fußballklubs AC Mailand.

## Auszeichnungen (Auswahl)
- 2004: Ordine al merito del lavoro
- 2007: Offizier der Ehrenlegion